# Tortula cuspidatissima
Tortula cuspidatissima är en bladmossart som beskrevs av Brotherus 1902. Tortula cuspidatissima ingår i släktet tussmossor, och familjen Pottiaceae. Inga underarter finns listade i Catalogue of Life.